# Némès
Pour les articles homonymes, voir Nemes (homonymie).

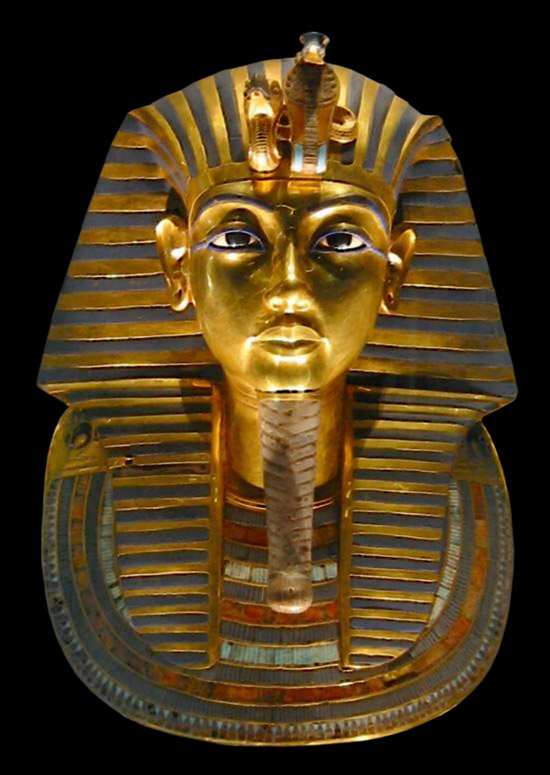
Némès vu de face. Masque d'or de Toutânkhamon.

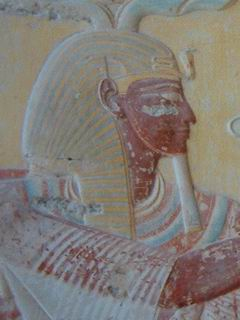
Némès vu de profil. Pharaon portant la barbe postiche.

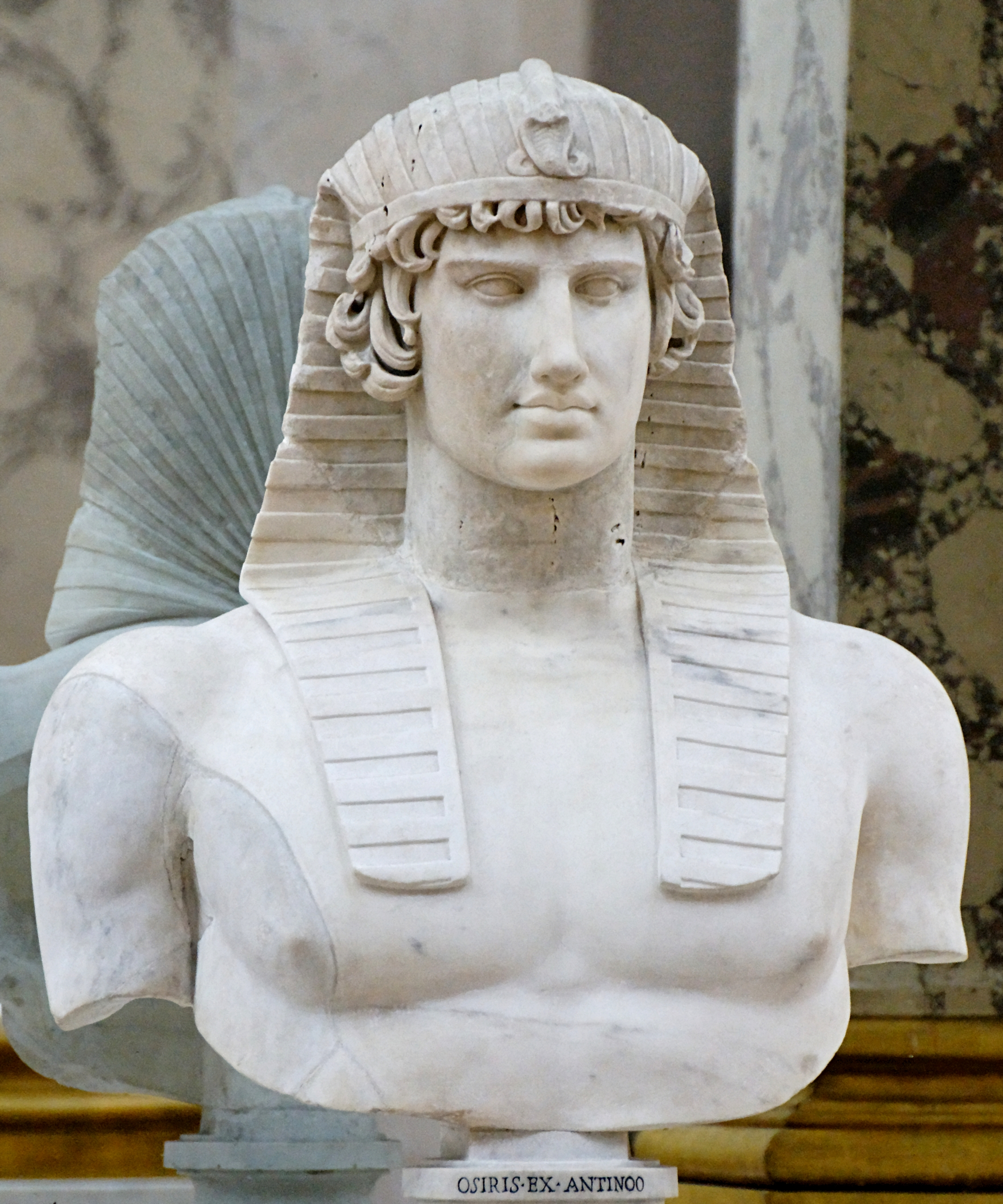
Antinoüs, favori de l'empereur romain Hadrien, représenté en Osiris, et portant le Némès. Villa d'Hadrien à Tivoli.

Le Némès est la coiffe la plus emblématique des pharaons qui la porteront de l'Ancien Empire jusqu'à la période ptolémaïque.
Il est connu du grand public par ses nombreuses représentations et notamment le masque funéraire en or du pharaon Toutânkhamon ou la tête du sphinx du plateau de Gizeh.

## Description
Le Némès est un couvre-chef de tissu (lin) à rayures bleues et jaunes (par exemple Horemheb, Thoutmôsis IV), ou rouges et blanches (Toutânkhamon), assez complexe, composé de plusieurs parties, ayant évolué au cours du temps ; ceci permet une datation approximative du commanditaire de l'œuvre qui le représente.
Les différentes parties sont :
- la coiffe Khat : partie principale couvrant le haut et l'arrière de la tête, du front (bord supérieur) jusqu'à la nuque (qui débouche sur la tresse) ;
- les parties temporales : parties latérales couvrant les tempes et formant le pli entre la coiffe et les ailes ;
- Le bandeau frontal : bandeau doré tenant la coiffe en enserrant les parties temporales et reposant sur les oreilles ; il permet le maintien du couvre-chef sur la tête du souverain ;
- l'uræus : représentation du dieu cobra censé protéger le souverain contre ses ennemis ;
- les ailes : parties qui encadrent les côtés du visage du roi, partant de la coiffe et s'évasant jusqu'à l'épaule pour former une sorte de triangle ;
- les retombées : parties prolongeant les ailes, se rabattant sur la poitrine du roi et allant en s'amincissant ;
- la tresse : partie qui termine l'arrière du couvre-chef, en forme de tresse allant de la nuque jusqu'au milieu du dos.

Les rayures, symbolisant les rayons du soleil, mettent probablement en valeur son aspect solaire. Étant donné l'assimilation au soleil, le Némès est lié au cycle solaire et à la renaissance ; de ce fait, le roi peut porter cette couronne dans un contexte funéraire. Avant l'apparition du khépresh au Nouvel Empire, le Némès était la couronne du couronnement symbolisant un nouveau roi ; cette association avec le couronnement lie le Némès avec le dieu Horus en tant que « roi vivant ».

## Symbolique
Le Némès est l'un des attributs que partagent le pharaon d'Égypte et les divinités et qui le différencient du commun des mortels. Contrairement à une idée reçue, le roi était en effet le seul à pouvoir porter ce couvre-chef, insigne de sa fonction.
Les textes des pyramides désignent le Némès comme étant le symbole de la déesse vautour Nekhbet. Les pans encadrant le visage du roi représentent les ailes protectrices de la déesse.

## Couronnes de l'Égypte antique
- Couronne Atef,
- Couronne blanche Hedjet,
- Couronne bleue Khépresh,
- Couronne Hemhem,
- Couronne Hénou,
- Couronne rouge Decheret,
- Couronne Ourerèt,
- Couronne Tjèni,
- Bandeau Seshed,
- Coiffe Némès,
- Double couronne Pschent.